# Imageria - O nascimento das histórias em quadrinhos
Imageria - O nascimento das histórias em quadrinhos é um livro de Rogério de Campos publicado pela editora Veneta em 2015 e que apresenta os primeiros 500 anos das histórias em quadrinhos com textos sobre o assunto e HQs clássicas, muitas delas até então inéditas no Brasil. Entre os trabalhos dos séculos XIX e XX, consta obras de Outcault, Töpffer, Hogarth,Grandville, Gustave Doré, Hokusai (primeiro a usar a palavra mangá), Winsor McCay, Sisson e Angelo Agostini, entre outros, todas com análise de estética, estrutura e temática. O livro ganhou o Troféu HQ Mix de 2016 na categoria melhor livro teórico.